# Konstantinos Karetsas
Konstantinos Karetsas (* 19. November 2007 in Genk, Belgien) ist ein belgisch-griechischer Fußballspieler. Er spielt bei KRC Genk in seiner Geburtsstadt und ist griechischer Nationalspieler.

## Karriere

### Verein
Konstantinos Karetsas, der griechischstämmig ist, wechselte einst aus der Akademie vom KRC Genk zum RSC Anderlecht, kehrte aber im Januar 2023 in seine Geburtsstadt zurück. Am 13. August 2023 gab er im Alter von 15 Jahren sein Debüt für die Zweitvertretung Jong Genk, als ein Zweitligaspiel gegen SK Beveren gleich in der Anfangsformation stand, aber zur Halbzeitpause durch Ibrahima Sory Bangoura ersetzt wurde. In diesem Spiel gelang ihm die Vorlage zum 1:0-Siegtreffer durch Kelvin John. Ein knappes Jahr später, am 4. Mai 2024, gab Karetsas im Alter von 16 Jahren in den Meisterschafts-Play-offs der ersten Liga bei Cercle Brügge sein Pflichtspieldebüt für die erste Mannschaft. Bei der 1:4-Niederlage im Jan-Breydel-Stadion wurde er zwei Minuten vor Ende der regulären Spielzeit für Bilal El Khannouss eingewechselt. Der KRC Genk musste in das Entscheidungsspiel um die Teilnahme am europäischen Wettbewerb und verlor dort mit 0:1 gegen KAA Gent.

### Nationalmannschaft
Konstantinos Karetsas ist belgischer Nachwuchsnationalspieler und hatte bisher für die Mannschaften in den Altersklassen U15, U16 und U17 gespielt. Er ist auch für die Auswahlteams Griechenlands spielberechtigt. Im März 2024 tätigte er folgende Aussage: „Das weiß ich wirklich noch nicht. Die Frage ist mir schon oft gestellt worden, aber ich weiß es noch nicht.“ und fügte hinzu: „Griechen sind, glaube ich, nationalistisch. Griechen sind stolz, und ich bin auch stolz darauf, Grieche zu sein. Zu Hause reden die Leute manchmal darüber, ob ich weiß, was ich antworten werde, aber ich weiß es wirklich noch nicht. Griechenland ist einerseits mein Heimatland, aber ich habe in Belgien alle Möglichkeiten bekommen.“